# Lasioglossum shoichi
Lasioglossum shoichi är en biart som beskrevs av Ebmer 2004. Lasioglossum shoichi ingår i släktet smalbin, och familjen vägbin. Inga underarter finns listade i Catalogue of Life.